# روزئولا

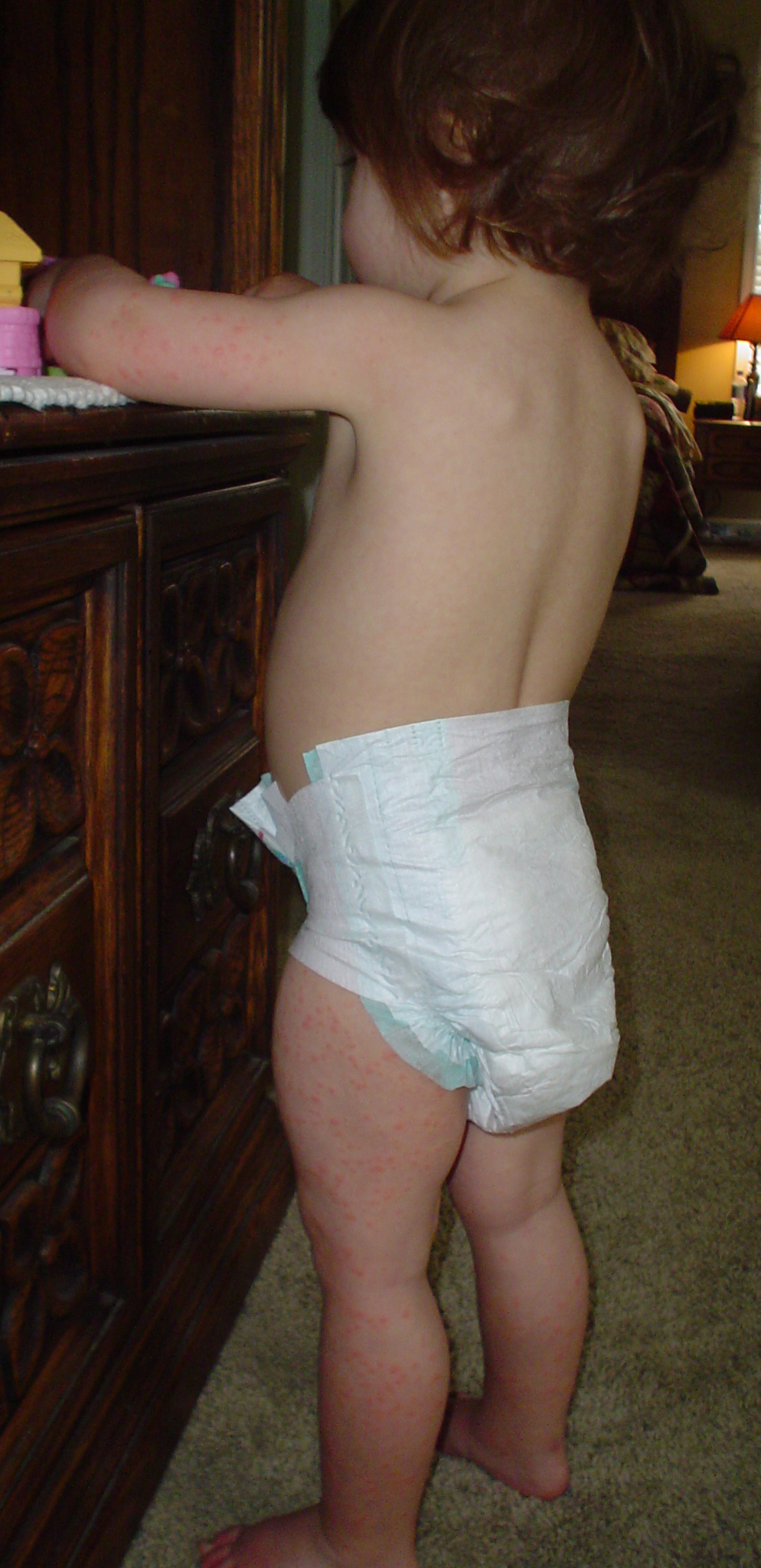
سنجاقک در یک دختر ۲۱ ماهه-دانه‌های پوستی معمولاً در ناحیه صورت دیده نمی‌شوند

روزئولا یا سَنجاقک {(به انگلیسی: Roseola) یک بیماری جوش‌دار (بثوری) تب‌دار کودکان که توسط هرپس ویروس انسانی تیپ ۶ (به انگلیسی: Human herpes-virus 6) ایجاد می‌شود.
نام‌های دیگر این بیماری، سرخ‌جوش، بیماری ششم یا روزئولای نوزاد (به انگلیسی: roseola infantum) است.
بیماری خود را به صورت سرخی و جوش‌زدگی ماکولو پاپولار) در سراسر بدن (بجز ناحیه صورت) به دنبال تب نشان می‌دهد. در سنجاقک ابتدا کودک تب کرده که به مدت سه تا چهار روز تب کودک طول می‌کشد دو تا سه روز پس از پایان تب دانه‌های پوستی ظاهر می‌شوند. این دانه‌ها در سراسر بدن دیده می‌شود، اما احتمال درگیری صورت کمتر است.

## نشانه‌ها
سنجاقک همیشه هنگام ابتلا علائم چشمگیری از خود بروز نمی‌دهد؛ و زمانی که علائم شروع می‌شوند معمولاً یک یا دو هفته از ابتلا به بیماری گذشته‌است.
در آغاز ممکن است کودک این علائم را نشان دهد:
- بالا رفتن ناگهانی دمای بدن (۳۸ درجه یا بیشتر)
- تورم غدد لنفاوی[۵]
- گلو درد
- آبریزش بینی
- سرفه
- اسهال خفیف
- بی‌اشتهایی
- پف کردن چشم ها[۶]

این علائم معمولاً پس از ۳ تا ۵ روز ناپدید می‌شوند، و در اینجاست که تازه دانه‌ها یا راش پوستی پدیدار می‌شود.

### جوش‌زدن
دانه‌ها معمولاً پس از بهبود تب ایجاد می‌شوند. آن‌ها اغلب:
- صورتی مایل به قرمز رنگ هستند و اگر یک لیوان شیشه ای رویشان بغلتانید بی‌رنگ می‌شوند.
- معمولاً از سینه، شکم و پشت شروع می‌شوند و سپس به صورت و گردن می‌رسند.
- هیچ خارش یا دردی برای کودکتان ایجاد نمی‌کنند.
- به‌طور متوسط پس از دو روز کاملاً محو می‌شوند.[۷]